# Брентвуд (Теннессі)
Брентвуд (англ. Brentwood) — місто (англ. city) в США, в окрузі Вільямсон штату Теннессі. Населення — 45 373 особи (2020).

## Географія
Брентвуд розташований за координатами 35°59′35″ пн. ш. 86°46′28″ зх. д. / 35.99306° пн. ш. 86.77444° зх. д. (35.993029, -86.774310).  За даними Бюро перепису населення США в 2010 році місто мало площу 106,78 км², з яких 106,67 км² — суходіл та 0,11 км² — водойми.

### Клімат
| Клімат : Брентвуд     | Клімат : Брентвуд | Клімат : Брентвуд | Клімат : Брентвуд | Клімат : Брентвуд | Клімат : Брентвуд | Клімат : Брентвуд | Клімат : Брентвуд | Клімат : Брентвуд | Клімат : Брентвуд | Клімат : Брентвуд | Клімат : Брентвуд | Клімат : Брентвуд | Клімат : Брентвуд |
| Показник              | Січ.              | Лют.              | Бер.              | Квіт.             | Трав.             | Черв.             | Лип.              | Серп.             | Вер.              | Жовт.             | Лист.             | Груд.             | Рік               |
| Середній максимум, °C | 8,3               | 10,7              | 16,1              | 21,1              | 25,5              | 29,8              | 31,8              | 31,6              | 27,9              | 22,1              | 15,9              | 9,8               | 20,9              |
| Середній мінімум, °C  | −3,7              | −2,6              | 1,6               | 6,5               | 11,7              | 16,6              | 19,0              | 18,1              | 13,3              | 6,7               | 1,7               | −2,2              | 7,3               |
| Норма опадів, мм      | 114               | 112               | 127               | 107               | 155               | 107               | 109               | 86                | 97                | 86                | 117               | 122               | 1339              |
| --------------------- | ----------------- | ----------------- | ----------------- | ----------------- | ----------------- | ----------------- | ----------------- | ----------------- | ----------------- | ----------------- | ----------------- | ----------------- | ----------------- |

## Демографія
Згідно з переписом 2010 року, у місті мешкало 37 060 осіб у 12 170 домогосподарствах у складі 10 628 родин. Густота населення становила 347 осіб/км².  Було 12577 помешкань (118/км²).
Расовий склад населення:
| - 90,0 % — білих - 5,0 % — азіатів - 3,0 % — чорних або афроамериканців - 0,2 % — корінних американців |

До двох чи більше рас належало 1,6 %. Частка іспаномовних становила 2,1 % від усіх жителів.
За віковим діапазоном населення розподілялося таким чином: 31,0 % — особи молодші 18 років, 58,0 % — особи у віці 18—64 років, 11,0 % — особи у віці 65 років та старші. Медіана віку мешканця становила 41,9 року. На 100 осіб жіночої статі у місті припадало 96,4 чоловіків;  на 100 жінок у віці від 18 років та старших — 93,1 чоловіків також старших 18 років.
Середній дохід на одне домашнє господарство  становив 191 818 доларів США (медіана — 141 833), а середній дохід на одну сім'ю — 204 322 долари (медіана — 151 446). Медіана доходів становила 120 237 доларів для чоловіків та 65 417 доларів для жінок. За межею бідності перебувало 2,6 % осіб, у тому числі 2,7 % дітей у віці до 18 років та 1,6 % осіб у віці 65 років та старших.
Цивільне працевлаштоване населення становило 18 668 осіб. Основні галузі зайнятості: освіта, охорона здоров'я та соціальна допомога — 29,5 %, науковці, спеціалісти, менеджери — 16,4 %, фінанси, страхування та нерухомість — 11,5 %, виробництво — 9,3 %.